# Bohdan Mazurek
Bohdan Mazurek (ur. 20 grudnia 1937 w Warszawie, zm. 18 maja 2014 tamże) – polski kompozytor, reżyser muzyczny.

## Życiorys
Od 1957 studiował na Wydziale Reżyserii Muzycznej Państwowej Wyższej Szkole Muzycznej im. Fryderyka Chopina w Warszawie, od 1962 był związany zawodowo ze Studiem Eksperymentalnym Polskiego Radia w charakterze reżysera muzycznego, kompozytora, wykonawcy i realizatora utworów muzyki elektronicznej. W 1963 uzyskał dyplom ukończenia studiów z wyróżnieniem, początkowo jego rola ograniczała się do technologicznego wspierania kompozytorów takich jak Roman Berger, Andrzej Dobrowolski, Włodzimierz Kotoński, Andrzej Markowski, Krzysztof Penderecki, Bogusław Schaeffer, Tomasz Sikorski, Zbigniew Turski, Zbigniew Wiszniewski, a także Benno Ammann, Herbert Brün, Vittorio Gelmetti, Lejaren Hiller, Benjamin Johnston, Kare Kolberg, Arne Nordheim, Teresa Rampazzi i Tamas Ungvary. W 1968 uczestniczył w Międzynarodowym Konkursie Muzyki Elektronicznej w Dartmouth College w Hanoverze w stanie New Hampsire w Stanach Zjednoczonych, gdzie otrzymał wyróżnienie za kompozycję Bozzetti. W 1972 uczestniczył w Międzynarodowych Wakacyjnych Kursach Nowej Muzyki w Darmstadt. Od 1974 wykładał w Akademii Muzycznej im. Fryderyka Chopina w Warszawie kompozycję muzyki elektronicznej, teorię muzyki, dyrygenturę oraz reżyserię dźwięku, w 1980 roku wyjechał do Stanów Zjednoczonych, na Uniwersytecie Stanowym Illinois w Urbanie gościnnie nauczał kompozycji. Jako Artist-in-Residence wykładał w Muhlenberg College w Pensylwanii oraz na Lehigh University, Moravian College i Lafayette College. W 1990 przeszedł na emeryturę.
Twórczość kompozytorska Bohdana Mazurka obejmuje muzykę elektroniczną i filmową, był twórcą opraw muzycznych do filmów fabularnych, ponad stu krótkometrażowych, dokumentalnych, animowanych oraz do programów telewizyjnych i radiowych. Komponował na potrzeby Teatru Polskiego Radia i Teatru Telewizji, tworzył liczne sygnały muzyczne, czołówki dźwiękowe i przerywniki muzyczne.
Pochowany w krypcie kościoła św. Tomasza Biskupa z Willanowy w Jabłoniu.

## Utwory autonomiczne[1]
- Trzy etiudy na taśmę (1963)
- Etiuda na taśmę (1965)
- Esperienza na taśmę (1967)
- Bozzetti na taśmę (1967)
- Shozyg (wspólnie z Eugeniuszem Rudnikiem i Johnem Tilbury) (1968)
- Epitafium na śmierć Jana Palacha na taśmę (1969)
- Phantasma – kompozycja dźwiękowa do wystawy malarstwa Romana Różyckiego (1969)
- Sinfonia rustica na taśmę (1970)
- Epizody na taśmę (1973)
- Canti na taśmę (1973)
- Moment musical na taśmę (1974)
- Ballada na taśmę (1976)
- Sny dziecięce na taśmę (1976)
- Preludium na taśmę (1977)
- Daisy story na taśmę (1977-1979)
- Cztery pory dnia na taśmę (1979)
- Mała symfonia elektroniczna na taśmę (1979)
- Studium na taśmę (1980)
- Alla Mazurka na instrumenty dęte i taśmę (1980)
- Sześć preludiów elektronicznych na taśmę (1981)
- Epitafium na dzień 31 sierpnia na taśmę (1982)
- Polnische Lieder ohne Worte na taśmę (1982)
- Z notatnika na taśmę (1983)
- Z dnia na dzień na taśmę (1984)
- List do przyjaciół na taśmę (1986)
- Pennsylvania Dream na taśmę (1987)
- Zaduma na taśmę (1989)
- Muzyka na deszczowe popołudnie na taśmę (1990)
- Preludium wiosenne na taśmę (1991)
- Miniatury na taśmę (1994)
- Landscape na taśmę (1995)
- Siedem spojrzeń na piękną dziewczynę na taśmę (1997)
- Po górach, dolinach na taśmę (1997)
- Suplikacje na sopran, głos, instrumenty perkusyjne i taśmę (2000)
- Kromka chleba na głos i taśmę (2000)